# Austrodecus childi
Austrodecus childi là một loài nhện biển trong họ Austrodecidae. Loài này thuộc chi Austrodecus. Austrodecus childi được miêu tả khoa học năm 2003 bởi Arango.